# Scatman's World (chanson)
Singles de Scatman John
Scatman (Ski Ba Bop Ba Dop Bop) Song of Scatland
(1995)
Scatman's World est une chanson de Scatman John sortie en single en juin 1995 en tant que second extrait de son premier album Scatman's World, après le titre Scatman (Ski Ba Bop Ba Dop Bop). La chanson atteint à son tour la première place des charts de plusieurs pays d'Europe.

## Liste des titres
CD1 Europe
1. Scatman's World (Single Mix) — 3:40
2. Scatman's World (Club Mix) — 5:54
3. Scatman's World (House Mix) — 5:30
4. Time (Take Your Time) — 3:41

CD2 Europe (Remixes)
1. Scatman's World (Dance Remix) — 5:57
  - Remixé par: Ltd. Express
2. Scatman's World (DJ Hooligan's Underworld Remix) — 6:34
  - Remixé par: DJ Hooligan
3. Scatman's World (Rave Remix) — 7:10
  - Remixé par: Bass Bumpers
4. Scatman's World (House-Dub Remix) — 5:28
  - Remixé par: Bass Bumpers
5. Scatman's World (Divas 70's Mix) — 5:49
  - Remixé par: Lutz Markwirth & Q-Swap
6. Scatman's World (80's Mix) — 6:06
  - Remixé par: Q-Swap

CD3 Japon
1. Scatman's World (Single Mix) — 3:40
2. Scatman's World (Club Mix) — 5:54
3. Scatman's World (House Mix)' — 5:30
4. Scatman's World (80's Mix) — 6:08
  - Remixé par: Q-Swap
5. Scatman's Special Message for Japan Only — 0:47

## Classements dans les charts nationaux
| Chart (1995)                            | Meilleure position |
| --------------------------------------- | ------------------ |
| Allemagne (Media Control AG)            | 1                  |
| Australie (ARIA)                        | 84                 |
| Autriche (Ö3 Austria Top 40)            | 4                  |
| Belgique (Flandre Ultratop 50 Singles)  | 1                  |
| Belgique (Wallonie Ultratop 50 Singles) | 1                  |
| Danemark (Tracklisten)                  | 3                  |
| Espagne (PROMUSICAE)                    | 1                  |
| Europe (Eurochart Hot 100)              | 1                  |
| Finlande (Suomen virallinen lista)      | 1                  |
| France (SNEP)                           | 1                  |
| Irlande (IRMA)                          | 7                  |
| Italie (FIMI)                           | 2                  |
| Norvège (VG-lista)                      | 4                  |
| Pays-Bas (Nederlandse Top 40)           | 3                  |
| Pays-Bas (Single Top 100)               | 4                  |
| Royaume-Uni (UK Singles Chart)          | 10                 |
| Suède (Sverigetopplistan)               | 10                 |
| Suisse (Schweizer Hitparade)            | 3                  |